# 春天 (政党)
春天（波蘭語：Wiosna）是波兰的一个已不存在的社会自由主义和亲欧洲主义政党。该党成立于2019年2月3日，分裂自你们运动，另有少数创始成员来自于民主左翼联盟。2021年6月11日，该党与民主左翼联盟（已先于春天解散）合并为新左翼。
该党的领袖是罗伯特·别德龙，总书记是克日什托夫·加夫科夫斯基。该党的总部位于华沙。该党的青年翼是“早春”。该党的党歌是《春天之歌》。该党是政党联盟左翼的成员。

## 历史
该党于2019年2月3日在Arena COS Torwar(竞技场)成立，并参加了2019年欧洲议会选举，赢得了三个席位。
在2019年议会选举中，该党与民主左翼联盟和左翼一起组成联盟，称为左翼，并赢得众议院19个席位。
该党于2021年与民主左翼联盟合并为单一政党新左翼。2021年6月11日，该党大会投票赞成解散该党，以便与民主左翼联盟合并。

## 意識形態

### 主要思想
該黨的核心思想包括婦女權利，平等，創造更好的社區服務，使歐盟更接近公民，強化公民參與，增加綠色政治和動物權利，殘疾人權利，創新教育，更好的公共交通等主題。 以及更好的醫療保健和建立司法與和解委員會。
該黨建議每月提供無條件基本收入1,600 茲羅提，並提高最低工資至2020年將達到2,700波蘭茲羅提，然後到2022年每月到達3265波蘭茲羅提。另一項建議是引入一項新法律，將最低工資定為全國月平均收入的60％。以此提高教師的工資，並建議將剛剛開始工作的教師每月工資設定為3,500波蘭茲羅提。取消ZUS（社會保險機構）和KRUS（農業社會保險基金）並將其權力轉移到稅務管理部門。另一個提議是在整個國家免費使用互聯網。該黨還承諾增加殘疾福利，並為殘疾人的護理人員提供每週帶薪假期。
在環境問題上，黨領導人罗伯特·别德龙強調了透過在2035年前關閉所有煤礦廠，從煤炭轉向可再生能源來打擊空氣汙染的重要性。比德羅恩還強調了保護動物權利的重要性，並呼籲建立自然權利倡導辦公室。在教育方面，春天採取的立場是使教育系統更加實用，更少以理論為基礎。該黨還建議引入強制性的反暴力教育和性教育在所有類型的學校中，以及在學校教授英語的時間加倍。此外，該黨希望從學校課程中刪除宗教教育課程。
該黨致力於將華沙公務員辦公室擴散到其他小城市。在價值觀問題上，則采取自由主義立場，建議為異性和同性伴侶引入民事伴侶關係，以及同性婚姻合法化，墮胎至懷孕12週仍合法化，教會與國家完全分離，取消所謂的教會基金。在接受TVN24電視採訪時，罗伯特·别德龙表示，他的黨派計劃的費用將達到350億茲羅提。